# Harlee Dean
Harlee James Dean, né le 16 juillet 1991 à Basingstoke, est un footballeur anglais. Il joue au poste de défenseur au Reading FC.

## Carrière en club
Le 24 novembre 2011, il rejoint l'équipe de Brentford.
Le 30 août 2017, il rejoint Birmingham City.
Le 26 janvier 2022, il est prêté à Sheffield Wednesday.
Le 4 août 2023, il rejoint Reading.